# Eupithecia cenataria
Eupithecia cenataria là một loài bướm đêm trong họ Geometridae.